# Zebra-Ampelkraut

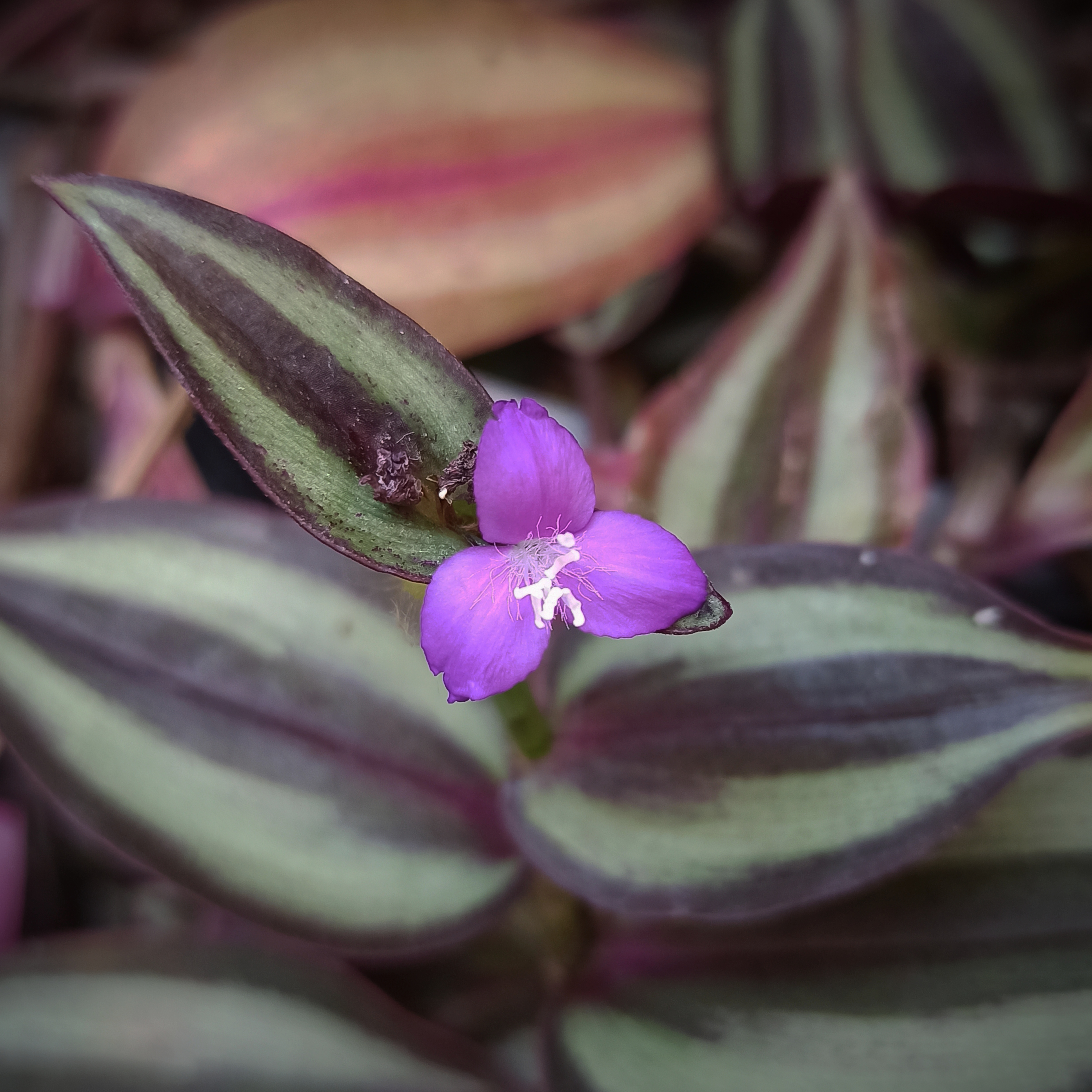
Zebra-Ampelkraut (Tradescantia zebrina)

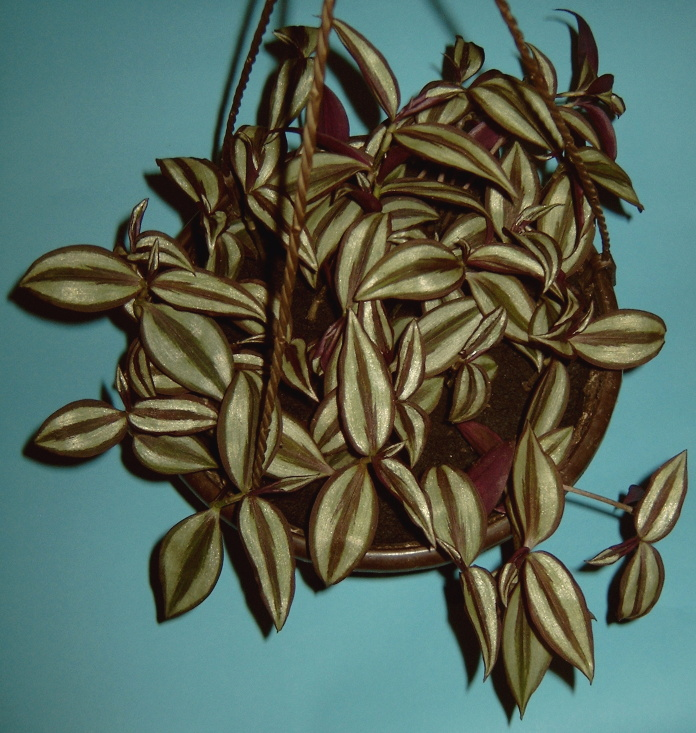
Tradescantia zebrina, Kopfstecklinge in einer Blumenampel

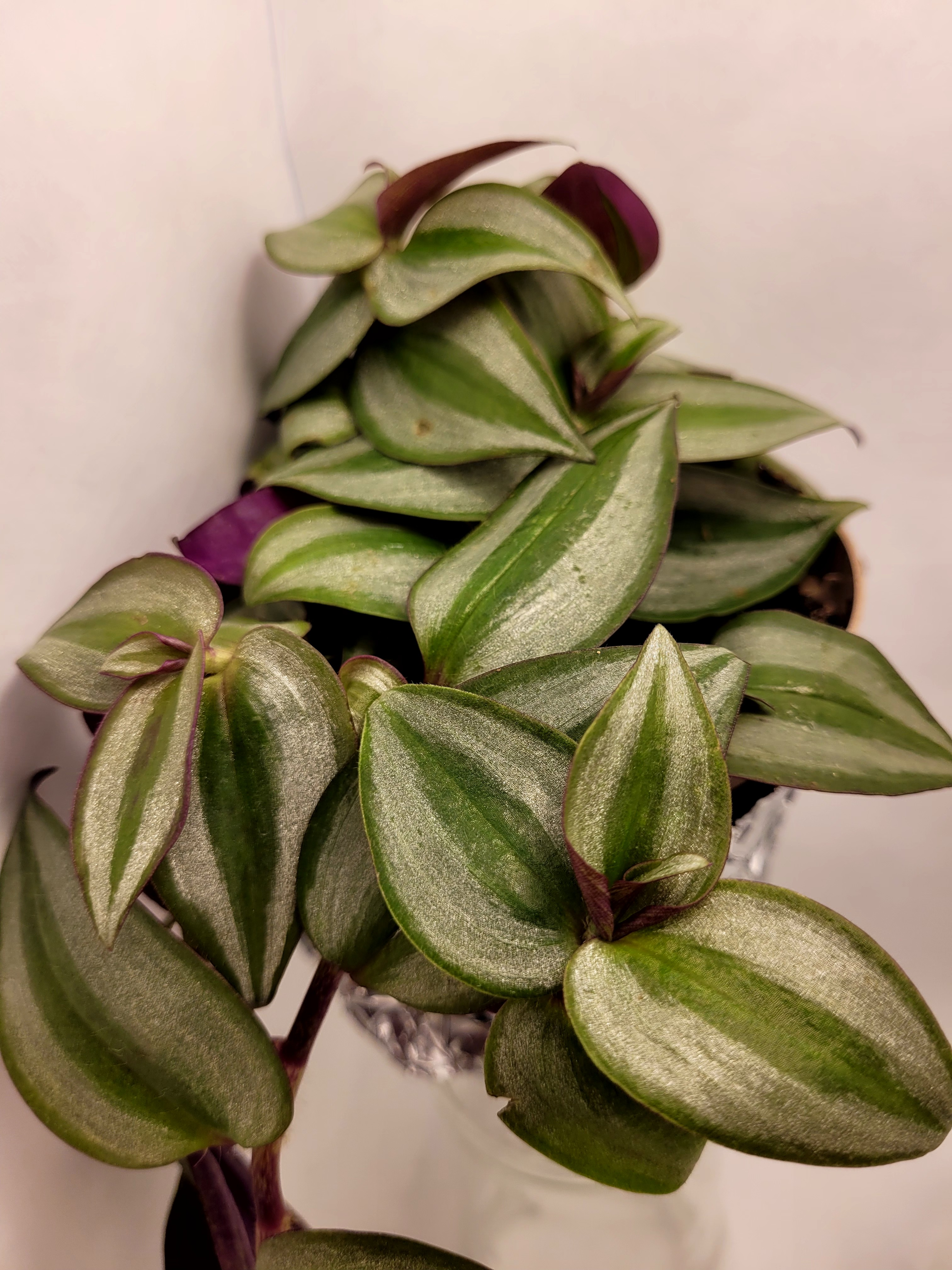
Tradescantia zebrina mit deutlich sichtbar silbern glitzernden Blättern

Das Zebra-Ampelkraut (Tradescantia zebrina), auch Zebrakraut genannt, ist eine Pflanzenart aus der Gattung der Dreimasterblumen (Tradescantia), die vor allem in Guatemala und Mexiko beheimatet ist. Sie wird als Zierpflanze sowohl im Freien als auch in Räumen verwendet.

## Beschreibung
Die niederliegende, schwach sukkulente, mehrjährige, krautige Pflanze bildet oftmals dichte Matten oder Kolonien. Dies erfolgt primär durch natürliche Bildung von Absenkern. An den Nodien der Sprosse befinden sich Wurzelansätze, aus denen sich bei dauerhaftem Kontakt mit Wasser oder einem ausreichend feuchten Substrat unter günstigen Bedingungen innerhalb eines Tages Wurzeln entwickeln. Die Sprosse sind unbehaart oder filzig behaart. Die ungestielten, parallelnervigen Laubblätter sind  meist eiförmig, 4 bis 10 cm lang und 1,5 bis 3 cm breit, zur Spitze zugespitzt, zur Basis abgerundet. Die Oberseite ist unbehaart bis schwach behaart, die Unterseite unbehaart bis durchschnittlich stark behaart, zur Blattbasis hin bewimpert. Die Blätter sind bläulich-grün und haben für gewöhnlich zwei longitudinale Streifen, die auf der Oberfläche silbrig glitzernd und auf der Unterseite violett sind. Die Blattscheiden sind dünn und durchscheinend, 8 bis 12 mm lang und 5 bis 8 mm breit, an der Mündung sind sie lang-bewimpert, ansonsten unbehaart oder schwach behaart.
Die Blüten stehen in Gruppen, unterstützt von zwei großen laubblattähnlichen, schmalen, bewimperten Tragblättern. Die zwittrigen, radiärsymmetrischen Blüten sind dreizählig. Die drei verwachsenen Kelchblätter sind 2 bis 3 mm lang. Die drei nur an der Basis verwachsenen Kronblätter sind eiförmig-abgestumpft, rosa- bis purpurfarben und 5 bis 9 mm lang. Die sechs gleich großen Staubblätter sind violett behaart. Drei Fruchtblätter sind zu einem oberständigen Fruchtknoten verwachsen. Sie bilden Kapselfrüchte, die grau-braune Samen enthalten.
Die Chromosomenzahl beträgt 2n = 24. Tradescantia zebrina ist eine C3-Pflanze.

## Vorkommen
Diese Art ist vor allem in Guatemala und Zentral- und Südmexiko beheimatet, ist aber auch von Belize bis nach El Salvador und Panama, sowie auf den karibischen Inseln zu finden. Sie wächst in Dickichten im Feucht- und Regenwald, oftmals auf Steinen in schattigen und offenen Plätzen oder an Flussufern in Höhenlagen von 2000 Metern oder darunter, hauptsächlich jedoch in niedrigeren Lagen.

## Systematik
Die Erstbeschreibung als Tradescantia zebrina durch Julius Friedrich Wilhelm Bosse wurde 1849 in Vollständiges Handbuch der Blumengärtnerei... ed. 2, Band 4, S. 655 veröffentlicht. Synonyme sind Zebrina pendula Schnizl. (1849), Cyanotis vittata Lindl. (1850), Commelina zebrina C.B.Clarke (1881, nom. inval.), Tradescantia tricolor C.B.Clarke (1881), Zebrina pendula f. quadricolor Voss (1895), Zebrina pendula var. quadricolor (Voss) L.H.Bailey (1902), Zebrina purpusii G.Brückn. (1927) und Tradescantia pendula (Schnizl.) D.R.Hunt (1981).
Man kann folgende Varietäten unterscheiden:
- Tradescantia zebrina var. flocculosa (G.Brückn.) D.R.Hunt: Sie kommt vom südöstlichen Mexiko bis Honduras vor.[4]
- Tradescantia zebrina var. mollipila D.R.Hunt: Sie kommt nur im südöstlichen Mexiko vor.[4]
- Tradescantia zebrina var. zebrina: Sie kommt ursprünglich von Mexiko bis Kolumbien vor.[4]

## Verwendung als Zierpflanze
Die Pflanze ist nicht frostresistent und wird daher in frostgefährdeten Gebieten ganzjährig oder in den Wintermonaten als Zimmerpflanze gehalten. Üblich ist die Verwendung als Ampel- oder Hängepflanze. Die Vermehrung erfolgt meist vegetativ durch Kopfstecklinge, die leicht bewurzeln. Die Vermehrung durch Stammstecklinge ist ebenfalls möglich.

## Verwendung als medizinisches Erfrischungsgetränk
Im Süden Mexikos, hauptsächlich im Bundesstaat Tabasco, wird aus dieser Pflanze ein Tee gekocht, der ähnlich wie Eistee mit Zucker und Limettensaft kalt getrunken wird. Der fruchtig schmeckende Tee wird auf Spanisch "Agua de Matalí" genannt und hat eine rötliche Farbe. Angeblich handelt es sich hierbei um ein Diuretikum (Entwässerungs-„Tee“), das unter anderem bei Verdauungsbeschwerden helfen soll.